# Graugelber Breitflügelspanner

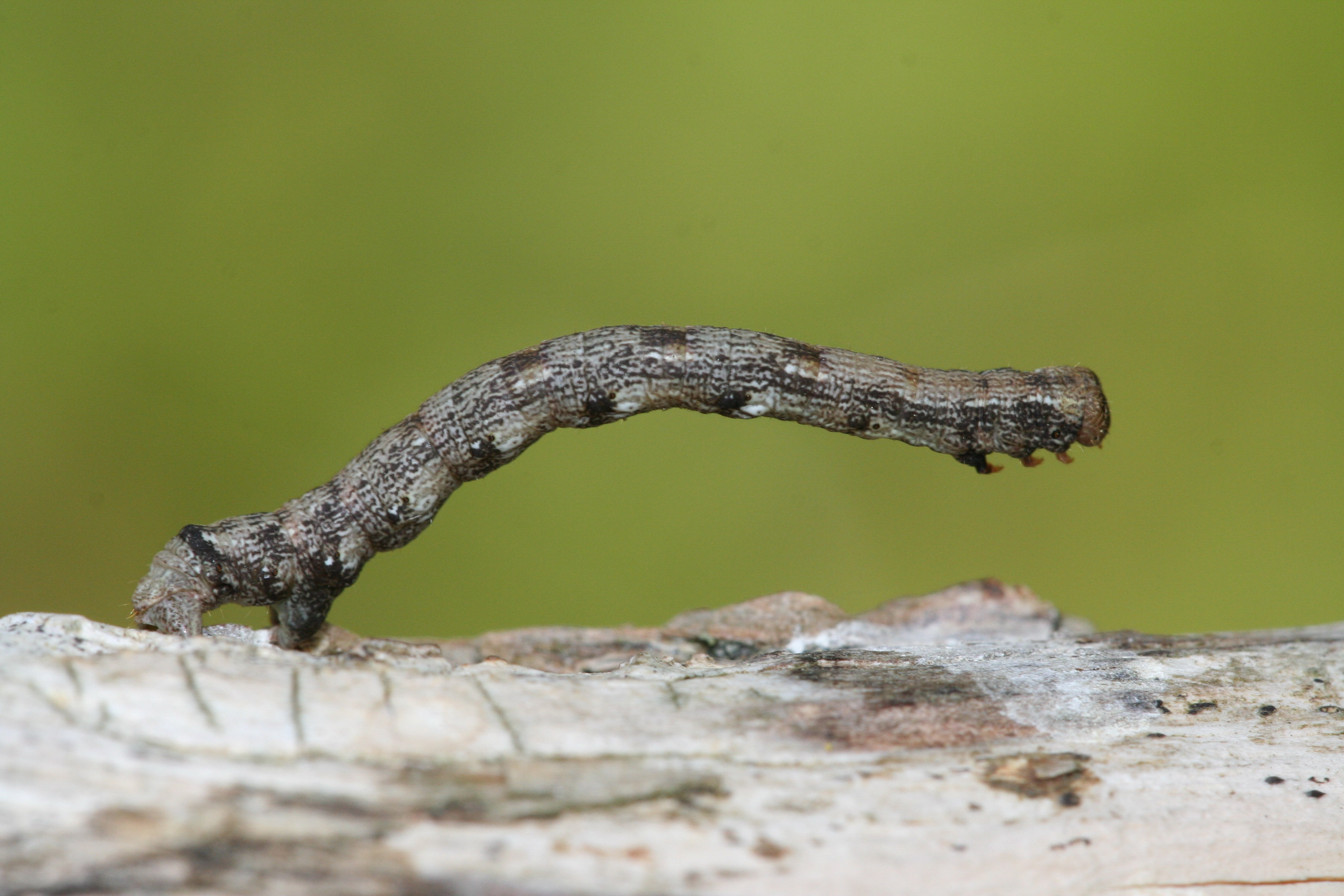
Raupe des Graugelben Breitflügelspanners

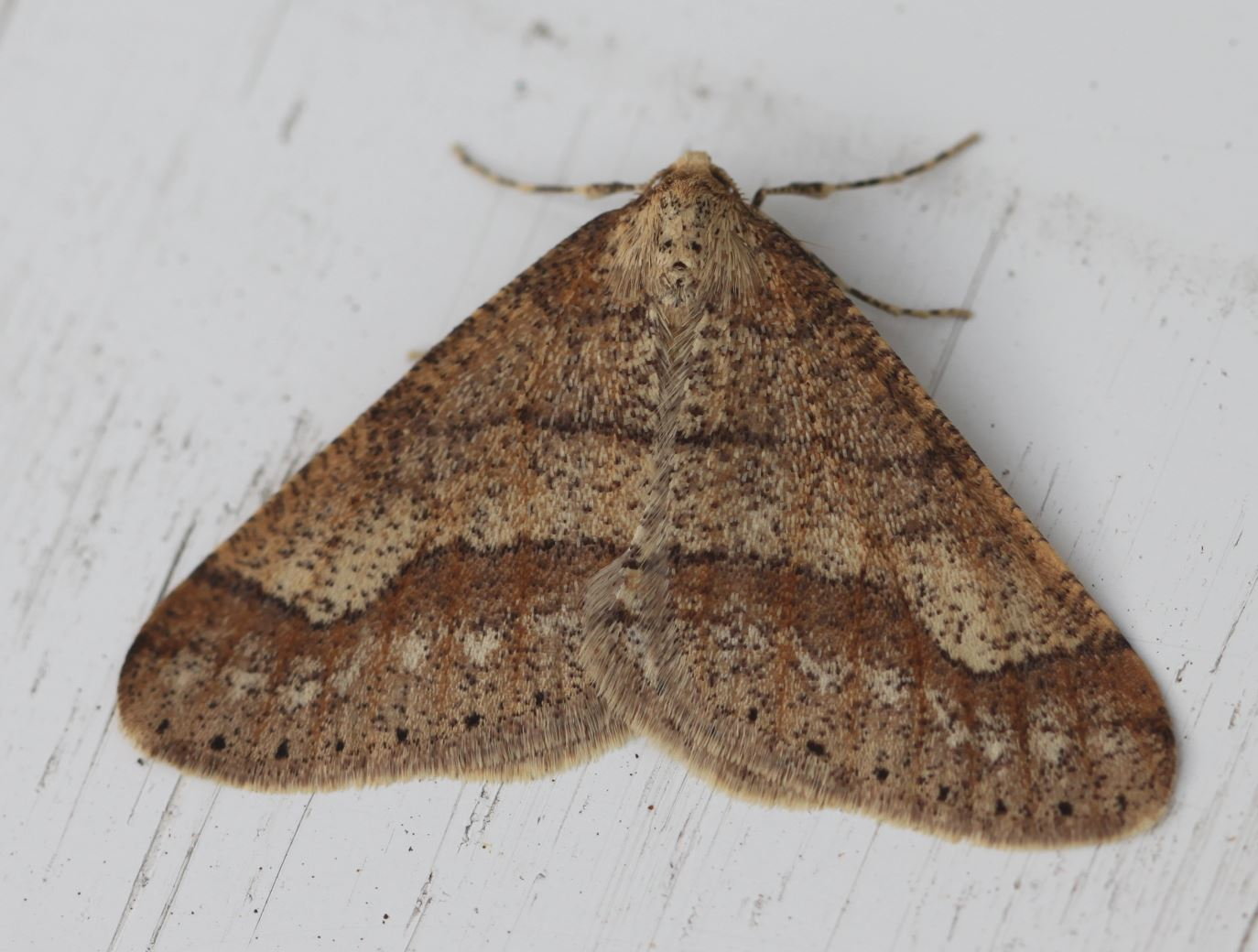
Graugelber Breitflügelspanner (Agriopis marginaria) ♂ in Sitzstellung

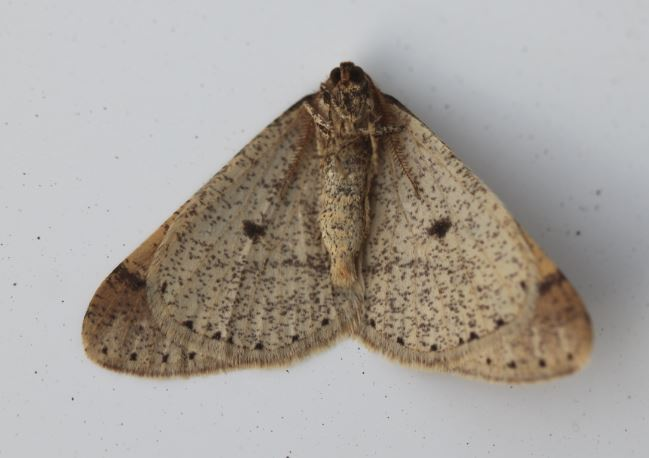
Ventralansicht

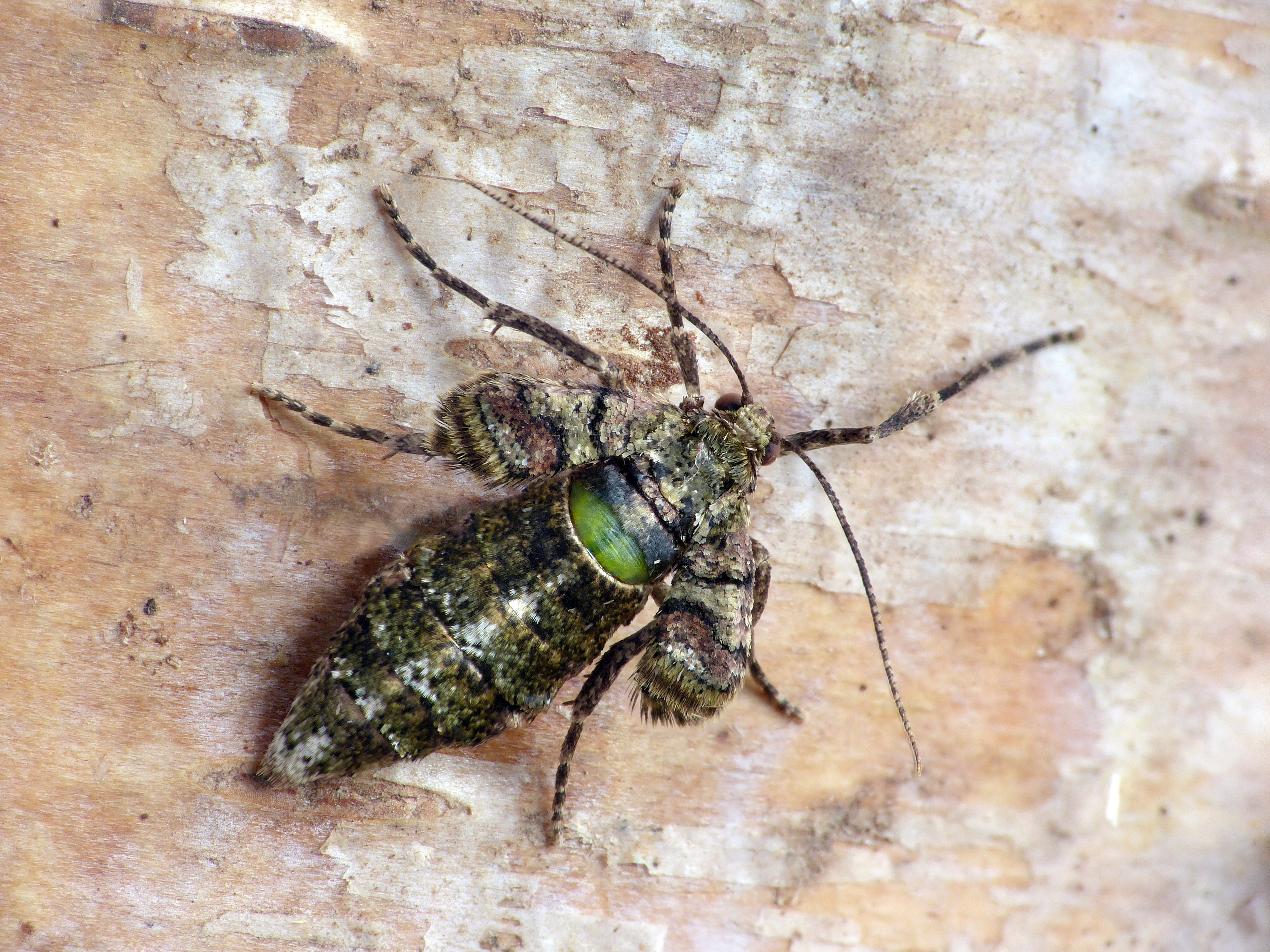
Weibchen

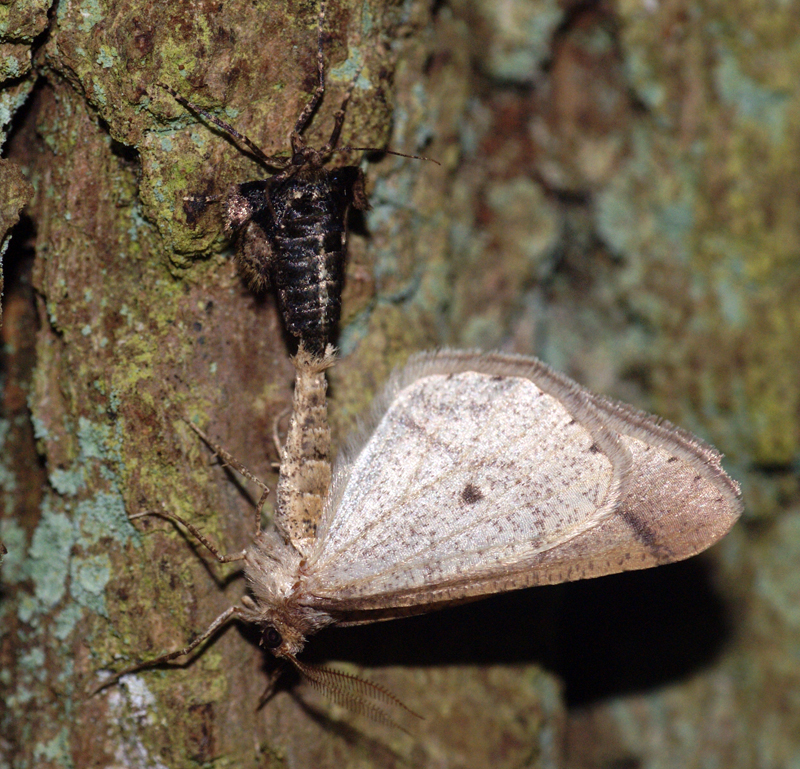
Paarung

Der Graugelbe Breitflügelspanner (Agriopis marginaria) ist ein Schmetterling (Nachtfalter) aus der Familie der Spanner (Geometridae).

## Merkmale
Die männlichen Falter erreichen eine Flügelspannweite von 27 bis 32 Millimetern.
Die Vorderflügel der männlichen Tiere sind rötlichgelb und mehr oder weniger dicht bräunlich bestäubt. Vor der Flügelmitte befinden sich zwei dunkle Querlinien, die oft undeutlich sind und gelegentlich fehlen können. Hinter der Flügelmitte folgt eine graue Querlinie, die unter dem Vorderrand stark nach außen gebogen ist und in Saumnähe von einer mehr oder weniger breiten Querbinde begleitet wird. Das Saumfeld ist meist dunkel und mit einer undeutlichen, teilweise fleckenartigen, weißlichen Wellenlinie versehen.
Die Weibchen sind flugunfähig und besitzen nur kurze gelblichgraue Stummelflügel und erreichen nur eine Größe von zehn bis 14 Millimetern. Die Hinterflügel sind länger als die Vorderflügel. Beide Stummelflügel besitzen eine Zeichnung aus schwarzen Querlinien. Die Weibchen findet man normalerweise ruhend an den Stämmen und Zweigen der Futterpflanzen, die Flügel bilden dabei zusammen mit dem Körper ein spitzwinkliges Dreieck.
Die Raupen erreichen eine Länge von bis zu 29 Millimetern und sind variabel gefärbt. Die Körperfarbe reicht von einem matten Gelb über Olivgrün, Rotbraun bis Lilabraun. Die schwarze Rückenzeichnung ist teilweise X-förmig. Oberhalb der weißen Stigmen ist gelegentlich eine dunkle Linie ausgebildet. Der Raupenkopf ist braun.
Die Eier sind oval und hellgrün.

### Ähnliche Arten
- Orangegelber Breitflügelspanner (Agriopis aurantiaria) (Hübner, 1799)
- Großer Frostspanner (Erannis defoliaria) (Clerck, 1759)

### Unterarten
- Agriopis marginaria marginaria[4]
- Agriopis marginaria pallidata[4]

### Synonyme
- Erannis marginaria Fabricius, 1776[5]
- Hibernia marginaria Borkhausen[5]
- Hybernia marginaria Borkhausen[5]
- Laerannis marginaria Fabricius[5]

## Vorkommen
Der Graugelbe Breitflügelspanner ist von der Iberischen Halbinsel über Mitteleuropa bis zum Ural verbreitet. Im Süden ist er im Mittelmeerraum und im Schwarzmeergebiet anzutreffen. Seine Verbreitung reicht bis in den Kaukasus und im Norden bis nach Fennoskandien. Die Art ist in Laubwäldern, Hainen, Auwäldern, Obstplantagen und Gärten anzutreffen.

### Flug- und Raupenzeiten
Der Graugelber Breitflügelspanner bildet eine Generation im Jahr, die von Mitte Februar bis Mitte Mai fliegt. Die Raupen können von Mai bis Juni angetroffen werden.

## Lebensweise
Die ovalen und hellgrünen Eier werden von den Weibchen in der Nähe von Knospen abgelegt, die Raupen schlüpfen mit dem Blattaustrieb. Sie leben polyphag an verschiedenen Arten von Laubholzgewächsen sowie an Gebüschen und Hecken.
- Bruch-Silberweide (Salix x rubens)
- Sal-Weide (Salix caprea)
- Sandbirke (Betula pendula)
- Stieleiche (Quercus robur)
- Rotbuche (Fagus sylvatica)
- Roteiche (Quercus rubra)
- Kulturapfel (Malus domestica)
- Echte Mehlbeere (Sorbus aria)
- Weißdorn (Crataegus spec.)
- Hunds-Rose (Rosa canina)
- Blaugrüne Rose (Rosa vosagiaca)
- Pflaume (Prunus domestica)
- Schlehdorn (Prunus spinosa)
- Linde (Tilia spec.)
- Sanddorn (Hippophae rhamnoides)
- Blaubeere (Vaccinium myrtillus)
- Rote Heckenkirsche (Lonicera xyloteum)

Die Verpuppung erfolgt knapp unter der Erdoberfläche am Fuße des Baumes. Die Puppe überwintert.
Pales pavida (Meigen, 1824), ein Vertreter aus der Familie der Raupenfliegen (Tachinidae) parasitiert u. a. an den Raupen des Graugelben Breitflügelspanners.

## Belege